# Mauricijus
 Ovo je glavno značenje pojma Mauricijus. Za najveći otok u državi pogledajte Mauricijus (otok).
Republika Mauricijus (République de Maurice) je otočna država u jugozapadnome Indijskome oceanu, oko 900 km istočno od Madagaskara. Uz otok Mauricijus, u sastavu Republike nalaze se i otoci Sv. Brandon, Rodrigues kao i otočna skupina Agaleaga. 
Najveći otok, a time i Republika, nazvan je prema sv. Mauriciju.

## Povijest
Otok su otkrili Portugalci 1505. godine, ali je ostao nenaseljen do kolonizacije Nizozemaca koji su ga naselili 1638. godine, dajući mu ime po princu Mauriceu od Nassaua. Tijekom osamnaestog stoljeća otokom su vladali Francuzi promijenivši mu ime u Ile de France. Britanci su preuzeli otok 1810., i vratili mu ime Mauricius. 
Mauricijus je nezavisnost dobio 1968., kada je postao republika. Demokratska je država i jedna od najrazvijenijih afričkih država. 

## Politički ustroj
Na čelu države nalazi se predsjednik, kojega izabire Narodna skupština na petogodišnju dužnost. Parlament ima 62 zastupnika koji se biraju na izborima, dok se 4 do 8 zastupnika biraju iz reda narodnih manjina. Vladom upravlja premijer i Vijeće ministara.

## Upravna podjela
Otok Mauricijus podijeljen je u 10 pokrajina:
- Black River
- Flacq
- Grand Port
- Moka
- Pamplemousses
- Plaines Wilhems
- Port Louis
- Riviere du Rempart
- Savanne
- Rodrigues

## Zemljopis
Mauricijus je zajedno s Réunionom i Rodriguesom dio Maskarenskih otoka. Ovo je otočje stvoren nizom vulkanskih erupcija. Mauricius je nastao prije oko 8 do 10 milijuna godina. Na tom području više nema vulkanskih aktivnosti. 
Najviši vrh Mauriciusa je Piton de la Riviere Noire visok 828 m.
Klima na otoku je tropska, zime su tople i suhe, a ljeta vlažna i vrela. Ljeti cikloni često pogađaju otok.
Glavni i najveći grad je Port Louis, koji se nalazi na sjeverozapadu. Drugi veći gradovi su Curepipe, Vacoas, Phoenix, Quatre Bornes, Rose-Hill i Beau-Bassin.

## Gospodarstvo
Od stjecanja nezavisnosti 1968., Mauricijus je razvio gospodarstvo temeljeno na poljoprivredi, s industrijom i turizmom koji bilježe stalni porast. Godišnji porast BDP-a je 5% do 6%, a za 2004. je procijenjen na 12 800 USD po stanovniku, mjereno po PPP-u. 
Šećerna trska uzgaja se na oko 90% poljoprivrednog zemljišta i čini oko 25% izvoza. Nezaposlenost u državi je oko 7%.

## Stanovništvo
Dva glavna jezika na Mauricijusu su engleski i francuski. Mauricijski kreolski, koji je mješavina engleskog, francuskog, portugalskog i hindskog jezika, široko je rasprostranjen. Pisani kreolski je razvijen tek šezdesetih godina 20. stoljeća.
Prema vjeroispovijesti najviše ima hinduista (oko 50%), a od ostalih katolika i sunitskih muslimana.

## Jezici
Na Mauricijusu se govori šest jezika, od kojih su dva službena, engleski  i francuski. Ostala četiri jezika su bhojpurski, morisyen ili mauricijski kreolski, najzastupljeniji, tamilski i urdu.

## Kultura
Raznolika kolonijska prošlost odrazila se na kulturu Mauricijusa koja je mješavina nizozemske, francuske, indijske i kreolske kulture.
Mauricijus je peta država na svijetu koja je 1847. godine uvela poštanske marke.
Na Mauricijusu je u doba otkrića živjela do tada nepoznata vrsta ptica nazvana dodo. Naseljenici (Nizozemci) i njihove domaće životinje pobili su do 1681. sve dodoe i vrsta je prestala postojati.

## Sport
Nacionalni sport Mauricijusa su konjske utrke, koje datiraju od 1812. i najstariji su događaj te vrste na južnoj zemljinoj polutci. Najpopularniji sport na Mauricijusu je nogomet, a najpopularniji klub je Klub M, tj. reprezentacija (nogometni reprezentativci: Jacques-Désiré Périatambée). Popularni su i vodeni sportovi (plivanje i jedrenje).

## Obrazovanje
- Poslovna škola ESSEC

## Flora
Endemi:
1. Trochetia blackburniana Bojer ex Baker
2. Trochetia boutoniana F.Friedmann
3. Trochetia parviflora Bojer ex Baker
4. Trochetia triflora DC.
5. Trochetia uniflora DC.
6. Ochna mauritiana Lam.
7. Roussea simplex Sm.
8. Hibiscus genevii Bojer ex Hook.
9. Chassalia coriacea Verdc.
10. Elaeocarpus bojeri R.E.Vaughan
11. Hibiscus fragilis DC.
12. Nesocodon mauritianus (I.Richardson) Thulin
13. Barleria observatrix Bosser & Heine
14. Psiadia terebinthina A.J. Scott
15. Coffea macrocarpa A.Rich.

## Vanjske poveznice
- Sveučilište Mauricijus
- Tehnološko sveučilište, Mauricijus
- Servihoo web portal  Arhivirana inačica izvorne stranice od 19. kolovoza 2005. (Wayback Machine) - Mauricijski portal
- Mauritius Info - Mauricijski portal
- TopFm Radio  Arhivirana inačica izvorne stranice od 16. srpnja 2006. (Wayback Machine) - Live, local, Mauricijska radio postaja
- Mauritius broadcasting Corp. - Javna radiotelevizija
- Government of Mauritius  Arhivirana inačica izvorne stranice od 3. veljače 2008. (Wayback Machine) - Službene vladine stranice
- Mauritius Tourism Promotion Authority - Službene turističke stranice
- LookSmart - Mauritius  Arhivirana inačica izvorne stranice od 5. ožujka 2016. (Wayback Machine) kategorija imenika
- Open Directory Project - Mauritius  Arhivirana inačica izvorne stranice od 5. ožujka 2016. (Wayback Machine) kateogrija imenika
- Yahoo - Mauritius  Arhivirana inačica izvorne stranice od 26. kolovoza 2005. (Wayback Machine) kategorija imenika
- kulturu Mauricijusa  Arhivirana inačica izvorne stranice od 3. listopada 2017. (Wayback Machine) kulturu Mauricijusa
- The Dutch in Mauritius  Arhivirana inačica izvorne stranice od 25. prosinca 2010. (Wayback Machine) Nizozemci na Mauricijusu
- Pre-Mauritius Banknotes  Arhivirana inačica izvorne stranice od 30. listopada 2005. (Wayback Machine) - Novčanice iz francuskog razdoblja.